# 真砂村
真砂村（まさごむら）は、島根県美濃郡にあった村。現在の益田市の一部にあたる。

## 地理
- 河川：波田川、馬谷川、長沢溢川、笹田原川[1]
- 山：日晩山塊、韮草山塊[1]

## 歴史
- 1889年（明治22年）4月1日、町村制の施行により、美濃郡波田村、下波田村、長沢村、馬谷村（一部、字岩倉を除く）が合併して村制施行し、真砂村が発足[1][2]。
- 1955年（昭和30年）3月25日 - 益田市に編入され廃止[1][2]。

### 地名の由来
波田川の真砂から。

## 産業
- 木炭、シイタケ[1]。

### 鉱山
- 馬谷鉱山・城山鉱山・波田鉱山[1]

## 交通

### 道路
- 1903年（明治36年）- 県道益田 – 匹見線開通[1]

## 教育
- 1947年（昭和22年）- 真砂中学校開校[1]